# Elátkozottak
Az Elátkozottak 1969-ben készült színes, olasz–nyugatnémet–svájci filmdráma. Eredeti címe: La caduta degli dei / Die Verdammten. Luchino Visconti alkotása a rendező életművének egyik legvitatottabb darabja, amely egy nagypolgári család széthullásán keresztül ábrázolja a fasizmus előretörését, erkölcsromboló hatását. A rendező így foglalta össze filmje lényegét: „Egy olyan borzalmas család történetét akarom elmesélni, melyben minden bűn büntetlen marad.” Az Elátkozottak Visconti ún. „német trilógiá”-jának első része, tematikai folytatásai: Halál Velencében (1971), Ludwig (1972). Noha mindhárom film különböző történelmi korban játszódik, mindegyikre jellemző az érzéki szépség vizuálisan lenyűgöző ábrázolása, melyet azonban a hanyatlás és a halál árnyékol be.

## A cselekmény
|  | Alább a cselekmény részletei következnek! |

A helyszín a náci Németország, a Reichstag felgyújtásának előestéjén. A Von Essenbeck-família az idős családfő, Joachim születésnapját ünnepli. Az esemény a családtagok számára nem csak az ünnepelt miatt fontos: Joachim az este folyamán kívánja bejelenteni, hogy kinek adja át a nagyipari konszern vezetését az alelnökké való kinevezéssel. A legesélyesebb az SA-tag Konstantin, legfőbb vetélytársa pedig a haladó gondolkodású Herbert. A hatalmat azonban Joachim fiának özvegye, Sophie is szeretné megkaparintani szeretője, Frederick számára. Az ünnepségen megjelenik az SS-hez tartozó rokon, Aschenbach is. A hangulat eleinte idilli, Herbert gyermekei és Konstantin fia, Günther kis műsorral köszöntik az idős Joachimot, majd a férfi unokája, Martin lép színpadra, Marlene Dietrich jelmezében, Lola híres dalát énekelve A kék angyal című filmből. A program váratlanul félbeszakad, mikor megérkezik a hír a Reichstag felgyújtásáról. Az eseményt a családtagok érdekeiknek megfelelően értékelik a vacsora folyamán. Joachim végül előáll a mindenki által várt bejelentéssel: nem túl nagy lelkesedéssel, de közli, hogy a gyár irányítását Konstantinnak adja át. Herbert feldúlva távozik az ebédlőből, a színlelt ünnepi hangulat pedig végleg szertefoszlik.
Szobáikba visszavonulva mindenki a jövőt tervezi. Konstantin véget akar vetni érzékeny lelkületű fia, Günther művészi pályájának és egyetemi tanulmányainak, ám a tiltakozó fiú végül átmegy  Herberték szobájába. Herbert tisztában van azzal, hogy Konstantin teljesen meg akar szabadulni tőle, és hamarosan le fogják tartóztatni. Felesége, Elisabeth próbálja megnyugtatni. Eközben Sophie cselekvésre buzdítja Fredericket: ölje meg Joachimot, aki után ugyan Martin örököl majd, ám a beteges vágyainak élő fiú teljesen az anyja, Sophie befolyása alatt áll. Frederick azonnal cselekszik: jó szándékot színlelve menekülésre biztatja Herbertet – akiért már megérkezett az SS –, elveszi tőle a fegyverét, majd Joachim szobájába megy, és agyonlövi a férfit. A rendőrség természetesen a szökésben lévő Herbertet gyanúsítja. Martin – anyja biztatására és támogatásával – még a gyilkosság éjjelén újabb családi kupaktanácsot tart, és nagyapja akaratát megváltoztatva Konstantin helyett Fredericknek adja át a gyár irányítását. A családtagok immár ellenségként állnak szemben egymással.
Az SS-tiszt Aschenbach-nak egyáltalán nincs ellenére, hogy a német vezetés számára fontos gyárban nem az SA-tiszt Konstantin, hanem Frederick az igazgató, aki az SS érdekeit helyezi előtérbe. Aschenbach a Konstantinnal való szembenállásra buzdítja Fredericket, ám közben Konstantin sem tétlenkedik. Kapóra jön neki egy kis zsidó lány halála, aki alighanem Martin beteges szenvedélyének lett az áldozata. A megzsarolt Martin Konstantint nevezi ki Frederick helyére, és anyját is csupán táviratban értesíti a döntéséről. Sophie-t azonban nem könnyű legyőzni. Aschenbach-hoz fordul segítségért Konstantin ellen. A leszámolás ideje rövidesen elérkezik. Az SA nagyszabású találkozót tart egy kisvárosban: az összejövetel orgiába torkollik, ahol némelyek saját bajtársaik karjaiban térnek nyugovóra. Hajnalban megérkeznek az SS osztagai, akik hatalmas mészárlást rendeznek, és válogatás nélkül lövik agyon a bódultságból még magukhoz sem tért SA-katonákat. Az SS-rohamosztagosok között van Frederick is, aki saját kezűleg lövi agyon Konstantint. Ám a gyűlölt ellenfél halála egyáltalán nem jelenti a családi belháború végét.
Aschenbach felismeri, hogy Martin sokkal jobb eszköz lehet a nácik kezében, mint Frederick és a nagyravágyó Sophie. Martint az anyja ellen fordítja: ráébreszti őt arra, hogy az asszony soha nem törődött vele igazán, minden szeretetét és mindent, ami apja jogán Martinnak járt volna, Sophie a szeretőjének, Fredericknek adta. Egy családi étkezés során kerül sor az újabb összecsapásra. Martin szembeszegül Frederick akaratával, aki elveszíti magabiztosságát, mikor váratlanul megjelenik az összetört Herbert. A férfi elmondja, hogy felesége és gyermekei koncentrációs táborba kerültek, ahová alighanem Sophie tudtával jutottak, és Elizabeth a lágerben meghalt. A korábban oly félénk és bátortalan Martin – Aschenbach támogatását érezve maga mögött – nyíltan szembeszáll Frederickkel és az anyjával, és leleplezi Günther előtt, hogy a fiú apját, Konstantint valójában Frederick ölte meg. Güntherben engesztelhetetlen gyűlölet támad: Aschenbach rögtön lecsap rá és magával viszi, hogy ezt a zsigeri gyűlöletet majd a nácik érdekében formálja és irányítsa.
Sophie és Frederick immár bábokként mozognak a házban. Sophie elveszítette minden befolyását a fia fölött. A labilis idegzetű Martin egy viharos éjszakán minden fájdalmát az anyjára zúdítja, majd megerőszakolja a nőt. Az incesztus sem adja vissza azonban Sophie hatalmát a fia fölött. Martin szeretet és gyűlölet kettősségében áll bosszút az őt évekig semmibe vevő anyján: teljesíti az asszony régi vágyát, esküvőt szervez neki Frederickkel, majd nászajándékként mérget nyújt át az újdonsült házaspárnak, és rájuk zárja az ajtót. Mire visszatér, Sophie és Frederick halottak. Martin a záróképen náci üdvözlésre emeli a karját…

## Történelmi háttér
A film cselekményében két konkrét történelmi esemény játszik fontos szerepet: a Reichstag felgyújtása és az ún. „hosszú kések éjszakája”.

### A Reichstag felgyújtása
A német Parlament, a Reichstag épülete 1933. február 27-én este gyulladt ki. Az égő épület közelében még aznap éjjel letartóztattak egy Marinus van der Lubbe nevű férfit. A holland fiatalember zavartan viselkedett, állítólag gyújtóst is találtak nála, ráadásul kommunista érzelmű volt. A gyújtogatás nyomán támadt közfelháborodást a nácik arra használták fel, hogy általános támadást indítsanak a kommunisták ellen. Az 1933. szeptember 21-én kezdődött lipcsei perben a nácik van der Lubbe mellett három bolgár kommunistát is a vádlottak padjára ültették. A per során azonban az egyik bolgár vádlott, Georgi Dimitrov nagy hatású beszédben leplezte le a nácik mesterkedéseit. A bíróság végül csupán van der Lubbét ítélte el, a bolgárokat felmentették. Már a gyújtogatást követő órákban felmerült a gyanú, hogy az épületet valójában a nácik gyújtották fel, hogy ürügyük legyen a kommunisták elleni fellépésre. Egyes szakértők azóta is megkérdőjelezik, hogy van der Lubbe képes lett volna-e egymaga észrevétlenül a Reichstagba juttatni az épület felgyújtásához szükséges anyagokat, azonban a legtöbb történész ma azon az állásponton van, hogy tettét egyedül követte el. Az évtizedek folyamán olyan felvetések is napvilágot láttak, melyek szerint a náciknak ugyan kapóra jött a Reichstag leégése, de magát a gyújtogatást mégsem ők hajtották végre.

### A hosszú kések éjszakája
A hosszú kések éjszakája a Nemzetiszocialista Német Munkáspárt (NSDAP) által 1934. június 30. és július 2. között végrehajtott politikai gyilkosságok sorozata. Az akció során meggyilkolták a náci párt „baloldali”, strasserista frakciójának vezető alakjait, névadójukkal, Gregor Strasserrel együtt, valamint közismert náciellenes konzervatív ellenfeleket (köztük a korábbi kancellárt, Kurt von Schleichert és Gustav von Kahrt, aki leverte Hitler sörpuccsát 1923-ban). A meggyilkoltak között sokan voltak tagjai a paramilitáris Sturmabteilungnak (SA), a barnaingeseknek.

### Gustav Krupp von Bohlen und Halbach
Visconti sosem titkolta, hogy a von Essenbeck család modellje a Krupp dinasztia volt. Gustav Krupp von Bohlen und Halbach (1870–1950) az 1920-as években Németország újrafelfegyverkezésének híve volt. Az ún. Gazdaságpolitikai Egyesülés tagjaként Krupp 1931 júliusában beadványban kérte Hindenburgtől, a birodalmi elnöktől, hogy bízza meg az NSDAP-t (a náci pártot) kormányalakítással. A Reichsverband der Deutschen Industrie (Német Ipar Birodalmi Szövetsége) elnökeként Krupp a rendszer megváltoztatását, a tőkés gazdaság számára kedvezőbb feltételeket kért, vagyis lényegében Hitler hatalomra jutását támogatta, noha nem írta alá azt az 1932. november 12-én kelt titkos feljegyzést, amelyben 39 nagyiparos Hindenburgtől kifejezetten Hitler kancellárrá való kinevezését kérte.

## Irodalmi háttér
A Von Essenbeck család tagjainak megalkotásához Visconti és forgatókönyvírói irodalmi példákat is felhasználtak. Nyilvánvaló a hasonlóság Thomas Mann A Buddenbrook ház (1901) című regényével, amely egy család három generációjának történetét meséli el a felvirágzástól kezdve a hanyatláson át a teljes széthullásig. A film fontosabb karaktereiben Shakespeare Macbethjének hatása tükröződik: a hatalomra éhes, ám a döntő pillanatokban elbizonytalanodó Fredericket Sophie biztatja-buzdítja a szörnyűségek elkövetésére, akárcsak Lady Macbeth a férjét az avoni bárd királydrámájában. Duncan királyt a filmben Konstantin szimbolizálja.

## Kritikai visszhang
Az Elátkozottak nagy feltűnést keltett, kereskedelmi sikernek bizonyult, ám a kritika ellentmondásosan fogadta. Mindezt jól tükrözi Báron György véleménye, aki Hollywood és Marienbad című könyvében így írt a filmről: „A közlendő tétel: a széthulló arisztokrácia és nagyburzsoázia a harmincas évek Németországában miként hódol be a fasizmusnak, segíti hatalomra és támogatja totalitárius törekvéseit. A hangulat: felbomlás, dekadencia, túlcsorduló világvégi szépség. A történet minden eleme a tételt illusztrálja, a képi világ minden eleme – világítás, kameramozgás, enteriőrök – a hangulatteremtés szolgálatában áll. […] A filmbéli család minden tagja… önálló személyiség nélküli, hangsúlyozottan jelképes figura. A történet nem reális életfolyamatokat mutat be, hanem a történelmi eseménysor jelképes csomópontjait és főszereplőit, akár egy modellező típusú Jancsó-film. […] Perverzió, pederasztia, homoszexualitás, vérfertőzés, gyilkosság, anyakomplexus – egyetlen eltévelyedés a filmben talán még meggyőzően illusztrálná a politikai és lelki elferdülések rokonságát, ennyi egyszerre azonban az alkotói kicentizettség jele. […] Bár a látvány díszletszagú és külsőleges, mégis – az erőszakolt mondanivalótól és a történettől függetlenül egységben tartja a filmet; helyenként kétségtelen művészi leleményességről és erőről tanúskodik.”
Bikácsy Gergely évtizedek távlatából – Pasolini Salò, avagy Szodoma 120 napja (1975) című filmjének magyarországi bemutatója kapcsán – így írt az Elátkozottakról: „Visconti is részben hasonló módon vallott harsogó kudarcot az Istenek alkonyával. Szőke germán SA-fiúbestiák henteregtek ott meztelenül, miközben, monotonul vissza-visszavágott »párhuzamos montázzsal« közeledtek az SS velük leszámolni indított alakulatai. Akkor sem értettem, a fasizmus miért ölt elsősorban homoszexuális »arcot« Visconti szerint. De az, ha rossz film volt is, mert akadémikus, üres (pompásan üres), halott, túldíszített film, legalább nem ilyen minden emberi tehetségben kétségeket ébresztő házifeladat.”
Bikácsy kritikájának erejét némileg gyengíti a szerző pontatlan emlékezete. A filmben semmilyen „párhuzamos montázs” nincs a kiragadott epizódban: az SA-orgia, illetve az érkező SS képsorai egymást követik a filmben, nem pedig egymást váltogatják. A fasizmus sem ölt Viscontinál kizárólag „homoszexuális arcot”, hiszen nem csupán az SA (és az orgiája) képviseli a műben a nácizmust, az viszont történészek által sem igazán vitatott tény, hogy az SA-ban különösen nagy számban voltak jelen homoszexuálisok.  (Maga Pasolini is egyébként véleményt mondott Visconti filmjéről egy neki címzett, 1969. november 22-én kelt levélben. Az írás magyar nyelven a Filmvilág 2005. decemberi számában olvasható.)

## Érdekességek
- Visconti alkotásának eredeti német címe (Götterdämmerung, magyar nyelven: Az istenek alkonya) megegyezik Richard Wagner Nibelung-tetralógiája befejező részének címével. Az utalás valószínűleg nem véletlen: a kritikusok szerint Visconti alkotására a Wagner-operák komor, drámai fenségessége jellemző. A „német trilógia” befejező részében, a Ludwigban egyébként Richard Wagner az egyik fontos karakter.
- Sophie és Frederick szerepére eredetileg Vanessa Redgrave és Marcello Mastroianni lettek kiszemelve.
- Helmut Berger 1964-ben A Göncöl nyájas csillagai című film forgatásán ismerkedett meg Viscontival, akinek egészen a haláláig az élettársa volt. A rendező az Elátkozottakban bízott rá először nagyobb szerepet, bár nem ez volt az első közös munkájuk.
- Helmut Berger és Florinda Bolkan 1969-ben a Szerelmi kör című filmben is együtt szerepelt. A két színész jó barátságban volt, egy időben közösen béreltek lakást New Yorkban.
- Ingrid Thulin és Helmut Berger később egy másik, náci időkben játszódó alkotásban is szerepelt együtt: ez volt Tinto Brass híres botrányfilmje, a Salon Kitty (1976).
- Dirk Bogarde és Charlotte Rampling később együtt játszottak Liliana Cavani 1974-ben készült, ugyancsak náci vonatkozású alkotásában, Az éjszakai portásban.
- Joachim, az idős családfő volt Albrecht Schoenhals utolsó filmszerepe.
- Nora Ricci Visconti következő filmjében (Halál Velencében, 1971) is nevelőnőt játszott.
- A film eleje a Reichstag felgyújtásának estéjén játszódik, vagyis 1933. február 27-én. Ugyanezen a napon ölik meg az idős családfőt, Joachimot. Másnap azonban a nyomozó a halál dátumaként 1933. február 18-át diktálja be a jegyzőkönyvbe.
- A film cselekménye 1933-34-ben játszódik, de olyan náci egyenruhák is láthatók benne, melyek 1938-ig nem léteztek.
- Aschenbach-ot a filmben Hauptsturmführernek szólítják, holott a mű cselekményének idején a férfi rangjának hivatalos megnevezése Sturmhauptführer volt.
- A filmet megrövidítve vetítették számos országban (nálunk is), és csak a 2004-es DVD kiadás tartalmazza a teljes változatot. Olaszországban és Angliában azonban DVD-n is a pár perccel rövidebb verzió jelent meg. Az 1970-es években a filmet egy amerikai kábeltévé többször is leadta, de olyan sok vágással, hogy a művet a hozzáértők The Damnedről (Elátkozottak) gúnyosan The Darnedre (kb. A foltozgatott) keresztelték át.

## Szereplők
- Dirk Bogarde (Frederick Bruckmann)....magyar hang: Szabó Gyula (1.szinkron, 1972), Tahi Tóth László (2. szinkron, 1978)
- Ingrid Thulin (Sophie von Essenbeck)....magyar hang: Ruttkai Éva (1.szinkron, 1972), Szegedi Erika (2. szinkron, 1978)
- Helmut Griem (Aschenbach)....magyar hang: Tordy Géza (1.szinkron, 1972), Zana József (2. szinkron, 1978)
- Helmut Berger (Martin von Essenbeck)....magyar hang: Maros Gábor (1.szinkron, 1972), Maros Gábor (2. szinkron, 1978)
- Renaud Verley (Günther von Essenbeck)....magyar hang: Benkő Péter (1.szinkron, 1972), Felföldi László (2. szinkron, 1978)
- Umberto Orsini (Herbert Thällman)....magyar hang: Bodrogi Gyula (1.szinkron, 1972), Bárány Frigyes (2. szinkron, 1978)
- Reinhard Kolldehoff (Konstantin von Essenbeck) (René Koldehoff néven szerepel a stáblistán)....magyar hang: Mádi Szabó Gábor (1.szinkron, 1972), Mádi Szabó Gábor (2. szinkron, 1978)
- Albrecht Schoenhals (Joachim von Essenbeck) (Albrecht Schönhals néven szerepel a stáblistán)....magyar hang: Páger Antal (1.szinkron, 1972), Képessy József (2. szinkron, 1978)
- Florinda Bolkan (Olga)....magyar hang: Voith Ági (1.szinkron, 1972), Moór Marianna (2. szinkron, 1978)
- Nora Ricci (a nevelőnő)....magyar hang: Schubert Éva (1.szinkron, 1972)
- Charlotte Rampling (Elisabeth Thällman)....magyar hang: Almási Éva (1.szinkron, 1972), Bodnár Erika (2. szinkron, 1978)
- Irina Wanka (Lisa)
- Karin Mittendorf (Thilde Thällman)
- Valentina Ricci (Erika Thällman)
- Wolfgang Hillinger (Janek)
- Bill Vanders (a rendőrfőnök)
- Howard Nelson Rubien (az egyetem dékánja) (H. Nelson Rubien néven szerepel a stáblistán)
- Werner Hasselmann (Gestapo-tiszt)
- Peter Dane (acélgyári hivatalnok)
- Mark Salvage (a rendőrfelügyelő)
- Karl-Otto Alberty (első Wehrmacht-tiszt) (Karl Otto Alberty néven szerepel a stáblistán)
- John Frederick (második Wehrmacht-tiszt)
- Richard Beach (harmadik Wehrmacht-tiszt)
- Klaus Höhne (első SA-tiszt) (Claus Höhne néven szerepel a stáblistán)
- Ernst Kuhr (második SA-tiszt)
- Peter Brandt (harmadik SA-tiszt)
- Wolfgang Ehrlich (SA milicista)
- Ester Carloni (első cseléd) (Esterina Carloni néven szerepel a stáblistán)
- Antonietta Fiorito (második cseléd) (Antonietta Fiorita néven szerepel a stáblistán)
- Jessica Dublin (ápolónő)

## Díjak és jelölések

### Oscar-díj
- 1970 Nicola Badalucco, Enrico Medioli, Luchino Visconti (jelölés: legjobb forgatókönyv)

### Golden Globe-díj
- 1970 Helmut Berger (jelölés: legígéretesebb új férfi színész)

### Ezüst Szalag díj
- 1970 Luchino Visconti (díj: legjobb rendező)
- 1970 Umberto Orsini (díj: legjobb férfi mellékszereplő) (megosztva Fanfullával)